# Liste der Baudenkmäler in Innichen
Die Liste der Baudenkmäler in Innichen (italienisch San Candido) enthält die 41 als Baudenkmäler ausgewiesenen Objekte auf dem Gebiet der Gemeinde Innichen in Südtirol.
Basis ist das im Internet einsehbare offizielle Verzeichnis der Baudenkmäler in Südtirol. Dabei kann es sich beispielsweise um Sakralbauten, Wohnhäuser, Bauernhöfe und Adelsansitze handeln. Die Reihenfolge in dieser Liste orientiert sich an der Bezeichnung, alternativ ist sie auch nach der Adresse oder dem Datum der Unterschutzstellung sortierbar.

## Liste
| Foto |                 | Bezeichnung                                                           | Standort                                                 | Eintragung                   | Beschreibung | Metadaten                                                          |
| ---- | --------------- | --------------------------------------------------------------------- | -------------------------------------------------------- | ---------------------------- | --- | ------------------------------------------------------------------ |
| ja   | Datei hochladen | Alte Dechantei ID: 15073                                              | Herzog-Tassilo-Straße 12 46° 44′ 2″ N, 12° 16′ 59″ O     | 5. Sep. 1988 (BLR-LAB 5702)  | Widum/Kanonikerhaus | KG: Innichen Bauparzelle: 36                                       |
| ja   | Datei hochladen | Alte Propstei ID: 15081                                               | Benediktinerstraße 1 46° 43′ 54″ N, 12° 16′ 56″ O        | 5. Sep. 1988 (BLR-LAB 5702)  | Widum/Kanonikerhaus | KG: Innichen Bauparzelle: 136                                      |
| ja   | Datei hochladen | Bahnhof Innichen ID: 50072                                            | 46° 43′ 57″ N, 12° 16′ 20″ O                             | 5. Apr. 2004 (BLR-LAB 1083)  | Bahnhof Innichen; die links in der Spalte Standort stehenden Koordinaten beziehen sich auf das Hauptgebäude; der Lagerraum befindet sich auf 46° 43′ 58,2″ N, 12° 16′ 22,2″ O, die Wasserstation auf 46° 43′ 56″ N, 12° 16′ 17,9″ O. | KG: Innichen Bauparzelle: 169/14, 169/15, 169/2, 169/4, 169/5      |
| ja   | Datei hochladen | Bahnhof Vierschach ID: 50067                                          | 46° 44′ 6″ N, 12° 20′ 52″ O                              | 5. Apr. 2004 (BLR-LAB 1083)  | Bahnhof | KG: Innichen Bauparzelle: 75                                       |
| ja   | Datei hochladen | Bildstock bei der Stiftskirche ID: 15087                              | 46° 43′ 59″ N, 12° 17′ 0″ O                              | 9. Mai 1950 (MD)             | Bildstock | KG: Innichen Grundparzelle: 2568/4                                 |
| ja   | Datei hochladen | Ehemalige St.-Mauritius-Kirche ID: 15083                              | Burgweg 4 46° 43′ 50″ N, 12° 16′ 54″ O                   | 9. Mai 1950 (MD)             | Kirche | KG: Innichen Bauparzelle: 148                                      |
| ja   | Datei hochladen | Frankenegg mit Baumgarten ID: 50064                                   | 46° 44′ 4″ N, 12° 17′ 3″ O                               | 6. Apr. 1987 (BLR-LAB 1708)  | Städtisches Wohnhaus | KG: Innichen Bauparzelle: 45 Grundparzelle: 66, 67                 |
| ja   | Datei hochladen | Franziskanerkirche St. Leopold mit Kloster und Garten ID: 15077       | 46° 44′ 1″ N, 12° 16′ 45″ O                              | 6. Apr. 1987 (BLR-LAB 1708)  | Kirche | KG: Innichen Bauparzelle: 86, 97 Grundparzelle: 114, 115, 116, 117 |
| ja   | Datei hochladen | Grantner-Haus ID: 50063                                               | 46° 44′ 4″ N, 12° 17′ 7″ O                               | 29. Jan. 1996 (BLR-LAB 259)  | Städtisches Wohnhaus | KG: Innichen Bauparzelle: 39                                       |
| ja   | Datei hochladen | Heilig-Grab-Kirche und Altöttinger Kapelle ID: 15084                  | 46° 44′ 4″ N, 12° 16′ 41″ O                              | 6. Apr. 1987 (BLR-LAB 1708)  | Kirche | KG: Innichen Bauparzelle: 172                                      |
| ja   | Datei hochladen | Hoferkirchl ID: 15089                                                 | 46° 44′ 14″ N, 12° 19′ 41″ O                             | 30. Dez. 1988 (BLR-LAB 9006) | Kirche | KG: Vierschach Bauparzelle: 61/2                                   |
| ja   | Datei hochladen | Kanonikerhaus mit Vorgarten, Attostraße 3 ID: 15072                   | Attostraße 3 46° 44′ 0″ N, 12° 16′ 59″ O                 | 6. Apr. 1987 (BLR-LAB 1708)  | Widum/Kanonikerhaus | KG: Innichen Bauparzelle: 31 Grundparzelle: 26                     |
| ja   | Datei hochladen | Kanonikerhaus, Chorherrenstraße 1 ID: 15069                           | Chorherrenstraße 1 46° 43′ 59″ N, 12° 17′ 1″ O           | 6. Apr. 1987 (BLR-LAB 1708)  | Widum/Kanonikerhaus | KG: Innichen Bauparzelle: 27                                       |
| ja   | Datei hochladen | Kanonikerhaus, Chorherrenstraße 2-3 ID: 15068                         | Chorherrenstraße 2-3 46° 43′ 57″ N, 12° 17′ 1″ O         | 6. Apr. 1987 (BLR-LAB 1708)  | Widum/Kanonikerhaus | KG: Innichen Bauparzelle: 26/1                                     |
| ja   | Datei hochladen | Kapelle beim Geiger ID: 15090                                         | 46° 44′ 23″ N, 12° 19′ 30″ O                             | 6. Apr. 1987 (BLR-LAB 1708)  | Kapelle | KG: Vierschach Bauparzelle: 62/2                                   |
| ja   | Datei hochladen | Kapelle beim Mehlhof ID: 15063                                        | 46° 44′ 17″ N, 12° 18′ 9″ O                              | 6. Apr. 1987 (BLR-LAB 1708)  | Kapelle | KG: Innichberg Bauparzelle: 31/2                                   |
| ja   | Datei hochladen | Kössler ID: 15080                                                     | Sextener Straße 18 46° 43′ 51″ N, 12° 16′ 51″ O          | 6. Apr. 1987 (BLR-LAB 1708)  | Ländliches Wohnhaus/Bauernhof | KG: Innichen Bauparzelle: 126                                      |
| ja   | Datei hochladen | Kraftwerk Vierschach ID: 50074                                        | 46° 43′ 52″ N, 12° 19′ 30″ O                             | 20. Jan. 2003 (BLR-LAB 109)  | E-Werke | KG: Vierschach Bauparzelle: 35                                     |
| ja   | Datei hochladen | Loretokapelle ID: 15093                                               | 46° 44′ 19″ N, 12° 21′ 42″ O                             | 6. Apr. 1987 (BLR-LAB 1708)  | Kapelle | KG: Winnebach Bauparzelle: 34                                      |
| ja   | Datei hochladen | Lourdeskapelle ID: 15091                                              | 46° 43′ 48″ N, 12° 19′ 35″ O                             | 6. Apr. 1987 (BLR-LAB 1708)  | Kapelle | KG: Vierschach Bauparzelle: 78                                     |
| ja   | Datei hochladen | Mesnerhaus ID: 50066                                                  | 46° 44′ 2″ N, 12° 16′ 56″ O                              | 5. Sep. 1988 (BLR-LAB 5702)  | Städtisches Wohnhaus | KG: Innichen Bauparzelle: 68                                       |
| ja   | Datei hochladen | Organistenhaus ID: 15066                                              | Pflegplatz 1 46° 43′ 57″ N, 12° 16′ 56″ O                | 5. Sep. 1988 (BLR-LAB 5702)  | Ländliches Wohnhaus/Bauernhof | KG: Innichen Bauparzelle: 6                                        |
| ja   | Datei hochladen | Passionskapellen ID: 15096                                            | 46° 44′ 29″ N, 12° 21′ 31″ O                             | 6. Apr. 1987 (BLR-LAB 1708)  | vier Kapellen; die anderen Kapellen befinden sich auf 46° 44′ 29,8″ N, 12° 21′ 28,6″ O, 46° 44′ 30,5″ N, 12° 21′ 27,1″ O und 46° 44′ 30,5″ N, 12° 21′ 25,4″ O.                                                                       | KG: Winnebach Bauparzelle: 113, 114, 115, 116                      |
| ja   | Datei hochladen | Pfarrkirche St. Magdalena mit Friedhofskapelle und Friedhof ID: 15088 | 46° 43′ 49″ N, 12° 19′ 36″ O                             | 6. Apr. 1987 (BLR-LAB 1708)  | Kirche | KG: Vierschach Bauparzelle: 29 Grundparzelle: 34                   |
| ja   | Datei hochladen | Pfarrkirche St. Michael ID: 15076                                     | 46° 43′ 59″ N, 12° 16′ 54″ O                             | 6. Apr. 1987 (BLR-LAB 1708)  | Kirche | KG: Innichen Bauparzelle: 72                                       |
| ja   | Datei hochladen | Pfarrkirche St. Nikolaus mit Friedhofskapelle und Friedhof ID: 15095  | 46° 44′ 30″ N, 12° 21′ 25″ O                             | 6. Apr. 1987 (BLR-LAB 1708)  | Kirche | KG: Winnebach Bauparzelle: 41/1, 41/2 Grundparzelle: 315/2         |
| ja   | Datei hochladen | Pfarrwidum in Winnebach ID: 15094                                     | 46° 44′ 29″ N, 12° 21′ 30″ O                             | 6. Apr. 1987 (BLR-LAB 1708)  | Widum/Kanonikerhaus | KG: Winnebach Bauparzelle: 40                                      |
| ja   | Datei hochladen | Propstei mit Vorgarten ID: 15071                                      | Attostraße 5 46° 44′ 0″ N, 12° 16′ 59″ O                 | 6. Apr. 1987 (BLR-LAB 1708)  | Widum/Kanonikerhaus | KG: Innichen Bauparzelle: 30                                       |
| ja   | Datei hochladen | Rathaus ID: 15067                                                     | 46° 43′ 57″ N, 12° 16′ 59″ O                             | 6. Apr. 1987 (BLR-LAB 1708)  | Verwaltungsbau | KG: Innichen Bauparzelle: 25/1                                     |
| ja   | Datei hochladen | Schuster ID: 15092                                                    | Silvesterstraße 20 46° 44′ 32″ N, 12° 21′ 29″ O          | 6. Apr. 1987 (BLR-LAB 1708)  | Ländliches Wohnhaus/Bauernhof | KG: Winnebach Bauparzelle: 5                                       |
| ja   | Datei hochladen | Sextener Straße 4 ID: 15079                                           | 46° 43′ 56″ N, 12° 16′ 53″ O                             | 6. Apr. 1987 (BLR-LAB 1708)  | Ländliches Wohnhaus/Bauernhof | KG: Innichen Bauparzelle: 104/1                                    |
| ja   | Datei hochladen | Sextener Straße 5 ID: 15078                                           | 46° 43′ 55″ N, 12° 16′ 54″ O                             | 6. Apr. 1987 (BLR-LAB 1708)  | Ländliches Wohnhaus/Bauernhof | KG: Innichen Bauparzelle: 101                                      |
| ja   | Datei hochladen | St. Katharina mit Spitalgebäude ID: 15070                             | 46° 44′ 1″ N, 12° 17′ 3″ O                               | 25. Aug. 1956 (MD)           | Kirche | KG: Innichen Bauparzelle: 29, 346                                  |
| ja   | Datei hochladen | St. Salvator beim Wildbad ID: 15085                                   | 46° 43′ 4″ N, 12° 17′ 37″ O                              | 6. Apr. 1987 (BLR-LAB 1708)  | Kirche | KG: Innichen Bauparzelle: 181                                      |
| ja   | Datei hochladen | St. Silvester auf der Alm ID: 15097                                   | 46° 45′ 18″ N, 12° 18′ 23″ O                             | 6. Apr. 1987 (BLR-LAB 1708)  | Kirche | KG: Winnebach Bauparzelle: 119                                     |
| ja   | Datei hochladen | Stiftsarchiv (Museum) ID: 15065                                       | 46° 43′ 59″ N, 12° 16′ 58″ O                             | 6. Apr. 1987 (BLR-LAB 1708)  | Kornkasten | KG: Innichen Bauparzelle: 2                                        |
| ja   | Datei hochladen | Stiftskirche St. Candidus und St. Korbinian mit Friedhof ID: 15064    | 46° 43′ 58″ N, 12° 16′ 58″ O                             | 6. Apr. 1987 (BLR-LAB 1708)  | Kirche | KG: Innichen Bauparzelle: 1/1, 1/2                                 |
| ja   | Datei hochladen | Thurn ID: 15082                                                       | Burgweg 2-2A 46° 43′ 51″ N, 12° 16′ 54″ O                | 6. Apr. 1987 (BLR-LAB 1708)  | Ansitz | KG: Innichen Bauparzelle: 145, 146                                 |
| ja   | Datei hochladen | Villa Pernwerth ID: 50068                                             | Peter-Paul-Rainer-Straße 8 46° 44′ 0″ N, 12° 16′ 50″ O   | 6. Mai 2002 (BLR-LAB 1592)   | Städtisches Wohnhaus | KG: Innichen Bauparzelle: 795, 81/1                                |
| ja   | Datei hochladen | Villa Wachtler ID: 50361                                              | Peter-Paul-Rainer-Straße 11 46° 43′ 59″ N, 12° 16′ 48″ O | 30. Dez. 2004 (BLR-LAB 4969) | Ansitz | KG: Innichen Bauparzelle: 230                                      |
| ja   | Datei hochladen | Wildbad Innichen ID: 15086                                            | 46° 43′ 3″ N, 12° 17′ 40″ O                              | 6. Apr. 1987 (BLR-LAB 1708)  | Hotel | KG: Innichen Bauparzelle: 182                                      |

Falls bei einem Baudenkmal keine Koordinaten bekannt sind, werden ersatzweise die Katasterdaten zum Zeitpunkt der Unterschutzstellung angegeben. Diese sind weder offiziell noch zwingend aktuell.
Die vom Landesdenkmalamt übernommenen Adressen können veraltet sein.
| Foto:   | Fotografie des Denkmals. Klicken des Fotos erzeugt eine vergrößerte Ansicht. Daneben finden sich zwei Symbole: |
| ID      | Identifikator beim Südtiroler Landesdenkmalamt                                                                 |
| KG      | Katastralgemeinde                                                                                              |
| MD      | Ministerialdekret                                                                                              |
| BLR-LAB | Beschluss der Landesregierung – Landesausschussbeschluss                                                       |